# Кафявоглав трупиал
Кафявоглав трупиал (Molothrus ater) е вид птица от семейство Трупиалови. Видът е незастрашен от изчезване.

## Разпространение
Разпространен е в Бахамски острови, Канада, Куба, Мексико, Сен Пиер и Микелон, Търкс и Кайкос и САЩ.